# Alessandro Velotto
Alessandro Velotto (né le 12 février 1995 à Naples) est un joueur de water-polo italien, défenseur de la Circolo Canottieri Naples.
Il fait partie de l'équipe nationale italienne lors des Championnats du monde de natation 2015 à Kazan.
Lors des Jeux olympiques d'été de 2016, il remporte la médaille de bronze.